# 紳助・ケントの世界がお呼びです!
『紳助・ケントの世界がお呼びです!』（しんすけ・ケントのせかいがおよびです!）は、1988年4月10日から1990年9月30日まで、TBS系列局（一部系列局を除く）で毎週日曜23:00 - 23:30 (JST) に放送されていた毎日放送（MBS）製作のバラエティ番組である。
島田紳助とケント・デリカットが司会を務めた番組で、世界各国のあらゆる情報を伝えるとの主旨で放送された。
1988年3月まで紳助が司会を務めた『テレビ見たとこ勝負!』が放送されていた金曜19時台前半の毎日放送製作枠を日曜23時台前半へ移動の上、開始された番組である。以降、2024年現在放送中の『情熱大陸』に至るまで、本枠はMBS制作の全国ネット枠となっている。
本番組の終了後は、1990年9月末まで日曜22:30に放送されていた毎日放送製作の30分番組『Ryu's Bar 気ままにいい夜』が本放送枠に移動し、日曜23:00開始となった。

## 出演者
- 島田紳助
- ケント・デリカット
- 三崎由紀
- 飯干恵子
- キャロル久末（ナレーター）

## ゲスト
- 1988年4月10日 - 筑紫哲也
- 1988年9月11日- 鳳啓助
- 1988年10月9日 - 早坂茂三
- 1989年4月9日 - 大島渚
- 1989年10月8日 - 田中義剛
- 1990年4月8日 - 大島智子

## スタッフ
- 構成：鵜沢茂郎、水野しげゆき、大田一水
- T.D：田沢政春
- カメラ：上野英男、鈴木昭次（週代わり）
- VE：大沢浩一、水脇学（週代わり）
- 音声：和田哲郎
- 照明：豊沢勝美、向出進（週代わり）
- 効果：濱田淑子
- 美術進行：大野良昭
- タイトル：沢井和男
- CGタイトル：馬場正敏
- フラワーコーディネーター：菊地タケオ
- T.K：山崎朝子
- T.P：谷口朗（編集兼務回あり）
- 編集：田原照久
- MA整音：島津正治、青木隆（週代わり）
- 効果：井戸本貢（本編音響効果）
- 技術協力：千代田ビデオ
- 取材協力：O.T.Oインターナショナルほか
- 取材ディレクター：桜田明広、鈴木延夫、武井克明、高木直人（週代わり）
- ディレクター：浮田哲（毎週）、高橋敬二、谷崎総一郎（プロデューサー兼務）
- プロデューサー：渡辺高志、谷崎総一郎（ディレクター担当回あり）
- 制作：渡辺一雄
- 制作協力：オフィス・トゥー・ワン
- 製作・著作：毎日放送